# Eduard Ferrés i Puig
Eduard Ferrés i Puig (Vilassar de Mar, 1872 - Barcelona, 1928) fou un arquitecte modernista i noucentista titulat per la Universitat de Barcelona el 31 de juliol de 1897. Premi d'Arquitectura de la Ciutat de Barcelona el 1915. Fou caricaturista de ¡Cu-Cut!, amb el pseudònim de «Feréstech». Té dedicada una avinguda a Vilassar de Mar i un carrer a Canet de Mar.

## Biografia
Neix a Vilassar de Mar el dia 20 d'agost de 1872 a ca la Duana, en el si d'una família naviliera. Fill d'Eduard Ferrés i Viada i d'Elvira Puig i Mir. Cursà els primers estudis al Col·legi Nàutic Mercantil de Vilassar de Mar regentat per la família Monjo. Estudià també al col·legi Valldemia de Mataró i el 1890 va assolir el grau de batxiller. Seguidament, ingressà a l'Escola d'Arquitectura de Barcelona i el 30 de juliol de 1897 va rebre el títol d'arquitecte. El 25 d'agost del mateix any l'ajuntament de Vilassar de Mar li encarregà el projecte d'ampliació del cementiri municipal que fou ajornat. El 26 d'abril de 1898 fou nomenat arquitecte municipal de Mataró. I el mateix any director de l'Escola d'Arts i Oficis de la mateixa ciutat, on impartirà classes de modelatge i construcció, també és nomenat cap dels bombers de la ciutat.
A la tardor de 1899 fa un viatge d'estudis a París, de dos mesos de duració, on visita les obres de l'Exposició Universal. El 1901 és nomenat arquitecte municipal de Premià de Mar i el 1902 també de Vilassar de Mar. Són d'aquests anys els esgrafiats de la casa de la vila de Vilassar de Mar, parcialment desapareguts, i la portalada del cementiri municipal.
El 1902 estableix relació amb el constructor Miró i Trepat, després «Construcciones y Pavimentos»; d'aquesta societat, ell en serà el director artístic i l'impulsor. I, a través d'aquesta empresa, serà l'introductor de l'ús del formigó armat a Catalunya. En aquesta època va construir, a Castellar de N'Hug i en col·laboració amb l'arquitecte Lluís Homs, el seu cunyat (casat amb Maria Ferrés i Puig), el xalet del Clot del Moro (1904). El xalet està situat al costat de la fàbrica Asland, on va realitzar diversos edificis industrials i residencials, inspirats en la Secessió de Viena i, en alguns casos, en l'arquitectura de Victor Horta, amb una interpretació molt personal. No s'ha de confondre aquest xalet amb el de les mines del Catllaràs, obra de Gaudí i situat a la mateixa zona (la Pobla de Lillet).
El 24 d'abril de 1904 es casà amb Pepita Puig i Riera, filla d'un important industrial tèxtil de Premià de Mar. La parella s'establí a Mataró (al carrer Lepant) i tingueren quatre fills: Elvira, Joan de Mata, Vicenç i Eduard. El viatge de noces els portà per França, Itàlia, Suïssa, Alemanya i Bèlgica. Posteriorment ell visitarà aquells països en solitari per negocis.

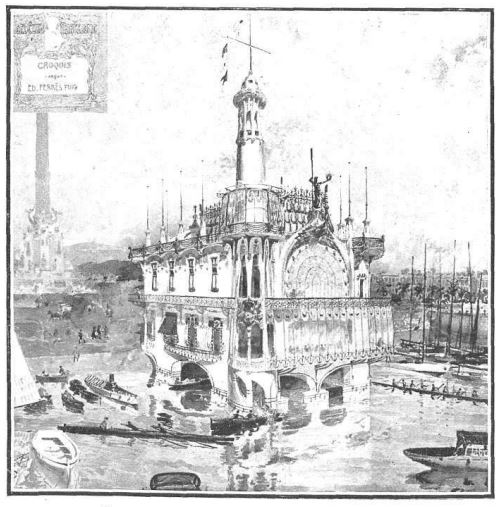
Projecte no realitzat per l'edifici del Reial Club de Regates de Barcelona

A la primeria de 1905 el Reial Club de Regates de Barcelona li encarrega el projecte d'una seu social al port de Barcelona, edifici que no es construirà per manca de diners. El mateix any prendrà part en el concurs del projecte de la Gran Via de Madrid. L'any 1907 va a Brussel·les, amb Miró i Trepat, on contacta amb el promotor Marquet per a qui acabarà construint l'Hotel Palace de Madrid i l'Hotel Ritz de Barcelona després de llargues negociacions durant l'any 1910.
Per l'abril assisteix a la inauguració de la Gran Via de Madrid i s'entrevista amb Alfons XIII en la presentació que va fer del projecte al Palau Reial. De fet, amb el rei, ja es coneixien des de l'octubre de 1908 quan aquest visità Barcelona i donà suport al projecte del Reial Club de Regates. En aquella ocasió Ferrés s'embarcà amb la família reial per observar les obres del port i mostrar l'emplaçament del Club. Al novembre del mateix any tornaren a coincidir, aquesta vegada a Canet de Mar, d'on era arquitecte municipal i on el rei feu la inauguració de l'escorxador municipal.
Durant tot l'any 1911 alterna la seva residència entre Madrid i Barcelona per tal de poder controlar les obres de l'Hotel Palace, que ja estaven en execució. El 1912 fa el projecte per al Sevilla Palace Hotel i també rep la proposta de fer un gran hotel a Sant Petersburg que quedarà avortada per la Primera Guerra Mundial. L'agost del 1914 presenta el projecte de reforma de les cases que conformaran el Palau Maricel, palau de Sitges que construí conjuntament amb l'enginier Miquel Utrillo i Morlius que havia rebut l'encàrrec del milionari americà Charles Deering.
L'any 1915 obté el Premi d'Arquitectura de la ciutat de Barcelona pel seu edifici de la gran ferreteria de Can Damians, al carrer Pelai. Edifici que posteriorment va ser ocupat pels magatzems El Siglo. Un altre edifici molt conegut a Barcelona, que ell va fer en aquells anys, va ser l'Hotel Ritz, inaugurat el 1919. Les gestions les va iniciar el 1917 quan estudià els interiors del Ritz de Madrid per tal d'aconseguir un estil uniforme.
A final de 1919 va a Lisboa, on contacta amb Fauso de Figueiredo, que li encarrega diversos treballs. S'establirà en aquella ciutat i la seva família residirà durant l'estiu a Estoril, on projectarà el Gran Casino.
El 1922 és nomenat director general de les obres de l'Exposició Internacional de Barcelonaa del 1929. Hi dirigirà la construcció del palau de la Indústria a Montjuïc i organitzarà la Fira Internacional del Moble i la Decoració el 1923. Dimitirà d'aquest càrrec l'abril de l'any 1924.
Entre 1926 i 1928 projecta per a Mataró els grups de cases barates El Palau i Goya. Així igualment, a Madrid, la Cooperativa de Empleados del Estado, Provincia i Municipio li encarrega la construcció dels seus habitatges dels carrers Alcántara, Padilla, Fernádez de la Hoz, Viriato Lafuente, Cruz del Rayo i Manzanares. Inicia, també, l'ordenació de la Ciutat Universitària de Madrid.
El 23 de juny de 1928, mentre era a Madrid, va caure greument malalt d'una broncopneumònia. Ràpidament, se'l traslladà a Barcelona on morí, l'endemà, al seu domicili del carrer Pau Claris número 75.

## Obres

### Canet de Mar
| Any  | Nom                        | Ubicació                           | Descripció | Estat    | Foto                       |
| ---- | -------------------------- | ---------------------------------- | --- | -------- | -------------------------- |
| 1908 | Escorxador municipal       |                                    | Actual seu de la policia local. | Correcte |                            |
| 1909 | Panteó Busquets            | Cementiri municipal                | Del més pur estil Sezession amb escultures d'Alfons Juyol. | Molt bo  | Panteó Busquets            |
| 1909 | Passeig de la Misericòrdia |                                    | Urbanització. | Correcte | Passeig de la Misericòrdia |
| 1910 | Vil·la Flora               | Riera Gavarra, s.n.                | Casa d'estiueig encàrrec de Ramiro Busquets, un terratinent i industrial. L'obra és d'estil modernista elegant i amb gran cura pels detalls, com els esgrafiats interiors i la forja de les baranes.                                               | Molt bo  | Vil·la Flora               |
| 1910 | Sis fonts i glorieta.      | Pla de les fonts.                  | Sis sortides d'aigua de la mina Busquets i una glorieta. Formaven part de l'horta de la família Busquets. Actualment es troben en diversos espais públics, ja que en urbanitzar el sector es van respectar i integrar en la nova trama de carrers. | Correcte |                            |
| 1911 | Can Alsina                 | Riera Buscarons cantonada C/ Abell | Excel·lent mansió entre mitgeres al cor de la vila de Canet tractada amb un aire general modernista però amb força detalls d'un noucentisme ja molt evolucionat com els esgrafiats o les baranes de forja.                                         | Molt bo  | Can Alsina                 |
| 1911 | Fàbrica Busquets           | ?                                  | | ?        |                            |

### Castellar de n'Hug
| Any  | Nom                     | Ubicació         | Descripció                               | Estat     | Foto                    |
| ---- | ----------------------- | ---------------- | ---------------------------------------- | --------- | ----------------------- |
| 1904 | Xalet del Clot del Moro | El Clot del Moro | Xalet del director de la fàbrica Asland. | En runes. | Xalet del Clot del Moro |

### Lisboa
| Any  | Nom                   | Ubicació | Descripció | Estat | Foto |
| ---- | --------------------- | -------- | ---------- | ----- | ---- |
| 1920 | Gran Hotel Rua Araujo |          |            | ?     |      |
| 1920 | Gran Hotel de Lisboa  |          |            | ?     |      |

### Madrid
| Any        | Nom                     | Ubicació               | Descripció | Estat   | Foto                   |
| ---------- | ----------------------- | ---------------------- | --- | ------- | ---------------------- |
| 1911 -1912 | Hotel Palace            | Plaça de las Cortes, 7 | George Marquet, propietari dels hotels Palace, va intentar establir-se a la ciutat de Madrid i comprar-hi l'hotel Ritz. En negar-se els propietaris a vendre'l va decidir la construcció del seu propi. | Molt bo | Hotel Palace de Madrid |
| 1927-1929  | Colònia Cruz del Rayo   | C/ Príncipe de Vergara | Ciutat jardí de 300 habitatges unifamiliars de diferents tipus ordenats en carrers i places amb: guarderia, central telefònica i grup escolar.                                                          | ?       |                        |
| 1927-1930  | Colònia de los Infantes | Ribera del Manzanares  | Ciutat jardí de 200 habitatges amb totes les infraestructures de clavegueram, electrificació, carrers i arbrat.                                                                                         | ?       |                        |
| 1928       | Ciudad Universitaria    |                        | Direcció de l'ordenació urbanística. | ?       |                        |

### Mataró
| Any  | Nom                   | Ubicació      | Descripció             | Estat    | Foto              |
| ---- | --------------------- | ------------- | ---------------------- | -------- | ----------------- |
| 1901 | Vil·la Isabel Llorens |               |                        | ?        |                   |
| 1901 | Parc de bombers       |               | Restauració.           | ?        |                   |
| 1902 | Habitatge propi       | C/ Lepant, 82 |                        | Regular  |                   |
| 1902 | Casa Cabot            | C/ Churruca   |                        | ?        |                   |
| 1903 | Hospital de St. Jaume |               | Reforma i ampliació.   | ?        |                   |
| 1916 | Clínica l'Aliança     | C/ Lepant, 13 | Façana amb esgrafiats. | Correcte | Clínica l'Aliança |
| 1924 | Grup El Palau         |               |                        | ?        |                   |
| 1926 | Grup Goya             | Rda. Prim,    | Cases barates.         | ?        |                   |

### Sant Adrià de Besòs
| Any  | Nom                            | Ubicació | Descripció                                                                            | Estat       | Foto                            |
| ---- | ------------------------------ | -------- | ------------------------------------------------------------------------------------- | ----------- | ------------------------------- |
| 1912 | Energia Elèctrica de Catalunya |          | Fàbrica amb els xalets del director, porter, magatzems, garatges, oficines i tallers. | Desaparegut | 1928 Central tèrmica Sant Adrià |

### Vilassar de Mar
| Any       | Nom                                | Ubicació                    | Descripció | Estat                                                      | Foto                             |
| --------- | ---------------------------------- | --------------------------- | --- | ---------------------------------------------------------- | -------------------------------- |
| 1899      | Can Bassa                          | C/ St. Pau, 3-4             | Casa de dos cossos de planta semi-soterrani i pis. La façana és decorada amb importants grups escultòrics i rematada per una torreta. S'han perdut els pinacles de pedra, que remataven la façana, i la barana esculturada de l'escala, que porta des del pati a la planta noble. | Correcte                                                   | Can Bassa                        |
| 1902      | La Sénia del Rellotge              | Av. Eduard Ferrés, 31       | Actual seu del Museu Municipal de la Marina de Vilassar de Mar. Casa de pagès de planta baixa pis i golfes. De cinc cossos dels quals els dos dels extrems només són de planta baixa. A la façana hi destaca un gran rellotge amb un grup escultòric.                             | Correcte                                                   | La Sènia del Rellotge            |
| 1902-1908 | Portalada del Cementiri            | Av. Montevideo, s.n.        | En destaquen els grups escultòrics, fets per Alfons Juyol, i la reixa de forja feta per Joan Casanovas. | Correcte                                                   | Portalada del cementiri          |
| 1902      | Can Pau Jover                      | C/ St. Pau, 2               | Casa de cos amb semi-soterrani i dos pisos, ornamentada amb rajola i trencadís. | Correcte                                                   | Can Pau Jover                    |
| 1903      | Reformes a l'antic Ajuntament.     | Camí Ral, 30                | Actual seu del Museu Monjo de Vilassar de Mar. Antic hostal (s. XVIII), acollí l'Ajuntament fins a la construcció de l'edifici actual. Eduard Ferrés hi decorà la façana amb esgrafiats.                                                                                          | Només es conserven els esgrafiats de la façana de llevant. | Antic ajuntament Vilassar de Mar |
| c.1905    | Fàbrica de can Nyol                | C/ St. Ramon, 100           | Fàbrica dels Srs. Casanovas. Quan es va urbanitzar tot l'antic solar de la fàbrica es va conservar la façana intacta que encara es pot veure. Té decoració ceràmica. | Correcte                                                   | Fàbrica de can Nyol              |
| 1908      | Urbanització del carrer Sant Joan. | C/ St. Joan                 | La reforma feta per Eduard Ferrés desaparegué en convertir el carrer en zona per a vianants, no tenia cap element gaire destacable però fou una bona solució urbanística. | Desapareguda                                               |                                  |
| 1908      | Panteó Roig.                       | Cementiri municipal.        | |                                                            |                                  |
| 1916      | Can Matamala                       | C/ St. Pau, 7               | Casa de cos de planta baixa i dos pisos. De la façana, ornamentada amb rajola blanca, en destaca la gran tribuna. | Correcte                                                   | Can Matamala                     |
| 1916      | Casa pròpia                        | C/ St. Pau, 17              | Casa de cos de planta baixa i dos pisos. De la façana en destaca la decoració vegetal estilitzada i els grans finestrals de segon pis que donaven llum a l'estudi de l'arquitecte.                                                                                                | Correcte                                                   | Casa Ferrés i Puig               |
| 1917      | Quatre xalets                      | C/ Sta. Rosa de Lima, 35-41 | Quatre xalets unifamiliars aparellats amb jardí. Serviren de model per a la "Colonia de la Cruz del Rayo" de Madrid. | Correcte                                                   | Xalets Sta. Rosa de Lima         |
| 1918      | Panteó Casanovas                   | Cementiri municipal         | Panteó de caràcter molt simple on només destaca una figura de dona asseguda. Aquesta escultura és atribuïda a Enric Clarasó i Daudí. | Correcte.                                                  | Panteó Casanovas                 |
| 1919      | Xalets d'en Lladó                  | C/ Colom, 38-48             | Set cases, de planta baixa, en filera amb jardins al davant i al darrere. De la façana destaquen les cornises amb decoració vegetal. | Correcte                                                   | Xalets d'en Lladó                |
| 1922      | Can Joaquim Jover                  | C/ St. Magí, 16             | Casa de cos de planta baixa i dos pisos, la façana és decorada amb motius vegetals estilitzats. | Correcte                                                   | Can Joaquim Jover                |
| 1925      | "Passeig de les palmeres"          | C/ St. Pau i Camí Ral       | Urbanització i reordenació de l'antic Camí Ral i prolongació del mateix tot creant un passeig de 900 metres. Aquest passeig va desaparèixer amb l'ampliació a quatre carrils de la carretera N-II.                                                                                | Desaparegut                                                |                                  |
| 1925      | Can Nyol Gran                      | C/ Montserrat, 7-9          | Casa de tres cossos amb planta baixa i dos pisos. Era l'habitatge particular dels propietaris de la fàbrica de can Nyol, els Srs. Casanovas. | Correcte                                                   | Can Nyol Gran                    |